# Östertälje landskommun
Östertälje landskommun var en tidigare kommun i Stockholms län.

## Administrativ historik
När 1862 års kommunalförordningar trädde i kraft inrättades denna kommun i Östertälje socken i Öknebo härad i Södermanland.
Den 1 januari 1913 (enligt beslut den 6 december 1912) överfördes 1/2 mantal Rosenberg eller Fogdetorp (jämte därifrån avsöndrade lägenheter), som var en enklav inom Södertälje stads område, från Östertälje landskommun till Södertälje stad. Ett tidigare förslag om överflyttning hade inte bifallits av Kunglig Majestät den 15 mars 1890. Området hade 182 invånare.
Igelsta municipalsamhälle inrättades här den 12 december 1924 och upplöstes den 1 juli 1953. Från den 1 januari 1950 (enligt beslut den 9 september 1949) skulle brandstadgan gälla inom den del av kommunen som inte tillhörde municipalsamhället.
Vid kommunreformen 1 januari 1952 bildade den en storkommun genom att inkorporera Tveta landskommun med 1 100 invånare (enligt folkräkningen den 31 december 1950) och omfattande en areal av 45,43 km², varav 39,06 km² land. Enligt beslut den 25 januari 1952 skulle brandstadgan inte längre gälla i någon del av Östertälje kommun.
1 januari 1963 uppgick Östertälje landskommun i Södertälje stad och är sedan 1971 en del av Södertälje kommun. När Östertälje landskommun upphörde hade den 2 807 invånare.

### Kyrklig tillhörighet
I kyrkligt hänseende tillhörde kommunen Södertälje landsförsamling, som från och med 1 januari 1946 benämndes Östertälje församling. Den 1 januari 1952 tillkom Tveta församling.

## Kommunvapen
Kommunen saknade vapen.

## Geografi
Östertälje landskommun omfattade den 1 januari 1911 en areal av 25,68 km², varav 24,01 km² land, och den 1 januari 1952 en areal av 70,73 km², varav 62,69 km² land. Båda dessa arealsiffror var baserade på Rikets allmänna kartverks kartor i skala 1:20 000 upprättade 1901-1906. Efter nymätningar och arealberäkningar färdiga den 1 januari 1955 baserade på nya kartor (ekonomiska kartan i skala 1:10 000) omfattade landskommunen den 1 januari 1961 en areal av 70,88 km², varav 63,41 km² land.

### Tätorter i kommunen 1960
| Tätort             | Folkmängd |
| ------------------ | --------- |
| Södertälje, del av | 1 340     |
| Pershagen          | 524       |

Tätortsgraden i kommunen var den 1 november 1960 67,9 procent.

## Befolkningsutveckling
| Befolkningsutvecklingen i Östertälje landskommun 1870–1960 | Befolkningsutvecklingen i Östertälje landskommun 1870–1960 | Befolkningsutvecklingen i Östertälje landskommun 1870–1960 | Befolkningsutvecklingen i Östertälje landskommun 1870–1960 | Befolkningsutvecklingen i Östertälje landskommun 1870–1960 |
| --- | ---------------------------------------------------------- | ---------------------------------------------------------- | ---------------------------------------------------------- | ---------------------------------------------------------- |
| |                                                            |                                                            |                                                            |                                                            |
| År |                                                            |                                                            | Folkmängd                                                  |                                                            |
| 1870 | 1870                                                       |                                                            | 416                                                        |                                                            |
| 1880 | 1880                                                       |                                                            | 500                                                        |                                                            |
| 1890 | 1890                                                       |                                                            | 548                                                        |                                                            |
| 1900 | 1900                                                       |                                                            | 629                                                        |                                                            |
| 1910 | 1910                                                       |                                                            | 1 038                                                      |                                                            |
| 1920 | 1920                                                       |                                                            | 1 023                                                      |                                                            |
| 1930 | 1930                                                       |                                                            | 1 137                                                      |                                                            |
| 1935 | 1935                                                       |                                                            | 1 230                                                      |                                                            |
| 1940 | 1940                                                       |                                                            | 1 321                                                      |                                                            |
| 1945 | 1945                                                       |                                                            | 1 440                                                      |                                                            |
| 1950 | 1950                                                       |                                                            | 2 657                                                      |                                                            |
| 1955 | 1955                                                       |                                                            | 2 541                                                      |                                                            |
| 1960 | 1960                                                       |                                                            | 2 744                                                      |                                                            |
| Anm: För åren 1870-1945: befolkning enligt folkräkning 31 december enligt den administrativa indelningen den 1 januari följande år. 1950 avser befolkning enligt folkräkning den 31 december enligt den administrativa indelningen den 1 januari 1952. 1955 avser den kyrkobokförda befolkningen den 31 december enligt den administrativa indelningen den 1 januari följande år. 1960 avser befolkning enligt folkräkning den 1 november enligt den administrativa indelningen den 1 januari följande år. |                                                            |                                                            |                                                            |                                                            |

## Politik

### Mandatfördelning i valen 1938-1958
| 9 | 1 | 5 |

| 14 |

| 9 | 5 | 1 |

| 15 |

| 1 | 8 | 2 | 4 |

| 13 |

|  | 22 | 6 | 6 |

| 29 | 6 |

| 1 | 12 | 4 | 3 |

| 15 | 5 |

| 12 | 1 | 3 | 4 |

| 14 | 6 |